# Desviación leucocitaria
En hematología una desviación de la serie blanca, desviación en los leucocitos, desviación leucocitaria o desviación de la fórmula leucocitaria es un cambio en el recuento diferencial o fórmula leucocitaria, con cambios en las proporciones entre las diferentes etapas de desarrollo de los granulocitos neutrófilos, un subgrupo de glóbulos blancos.
Esta desviación puede consistir en la aparición de granulocitos neutrófilos inmaduros lo que se conoce como "desplazamiento a la izquierda" o bien la aparición de neutrófilos más maduros llamada "desplazamiento a la derecha").
En caso de infección y/o inflamación, el organismo reacciona con un aumento en el número total de leucocitos totales (leucocitosis), así como en el número de neutrófilos (neutrofilia). En las primeras seis a once horas, esto ocurre por una mayor liberación de estas células de la médula ósea, lugar de producción de los leucocitos. Después de dos o tres días, aparece un aumento formación de neutrófilos en la médula ósea. 

## Desviación a la izquierda

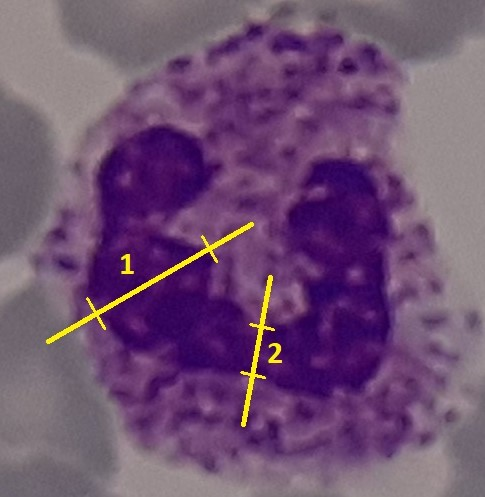
Cayado o célula en banda con indicación para su diferenciación respecto al neutrófilo segmentado

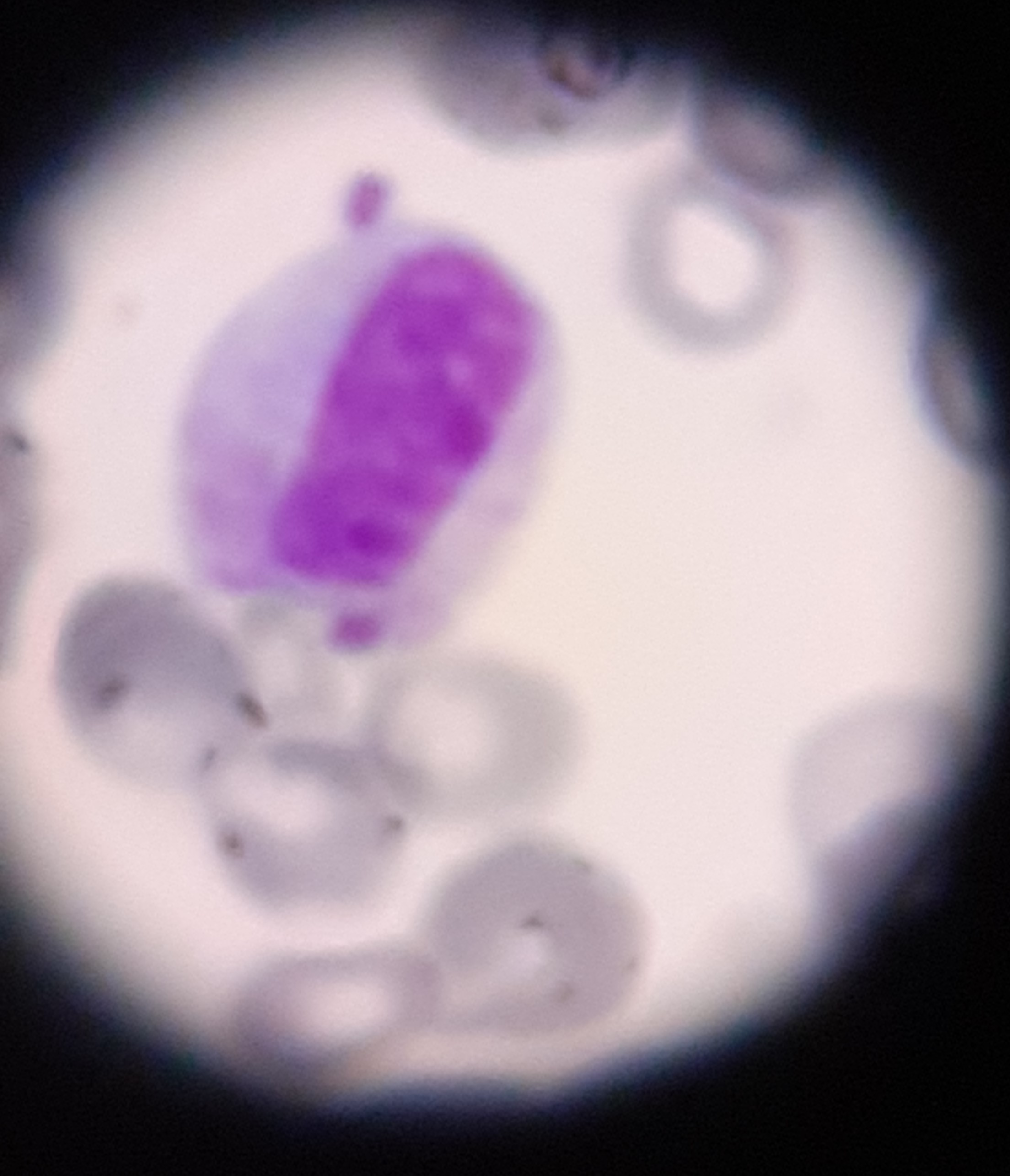
Mielocito en un paciente infeccioso con desviación a la izquierda

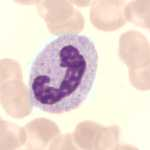
Neutrófilo en cayado o en banda

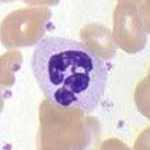
Neutrófilo segmentado

Desplazamiento reactivo a la izquierda es el aumento de las formas inmaduras de neutrófilos. Además de los funcionalmente maduros (los llamados neutrófilos segmentados), aparecen sus precursores, como los cayados o células en banda, los metamielocitos, los mielocitos e incluso los promielocitos, en un porcentaje igual o superior al 3-5 %. Esto ocurre por la liberación precipitada de estas células inmaduras debido a su alto gasto en la infección o inflamación. Este cambio reactivo hacia la izquierda en el hemograma se encuentra, por ejemplo, en la mayoría de las infecciones bacterianas, soliendo ir acompañado de la presencia de granulación tóxica y/o de Cuerpos de Döhle. También se da en síndromes mieloproliferativos y enfermedades invasoras de la médula ósea.
Hay dos formas de desplazamiento reactivo a la izquierda: 
- En el desplazamiento regenerativo a la izquierda, el número de bandas o cayados (formas inmaduras) aumenta, y el número total de neutrófilos también aumenta.
- En el desplazamiento degenerativo a la izquierda, el número de células inmaduras aumenta, pero el número total de neutrófilos se reduce (neutropenia) o es normal.

El desplazamiento hacia la izquierda sin neutrofilia (degenerativo) indica un mayor consumo de estas células, debido a la incapacidad de la médula ósea de reponer las gastadas. En este caso se suele controlar la evolución con nuevos análisis, valorándose la evolución de la desviación a la izquierda y el recuento de neutrófilos relativos y absolutos.  

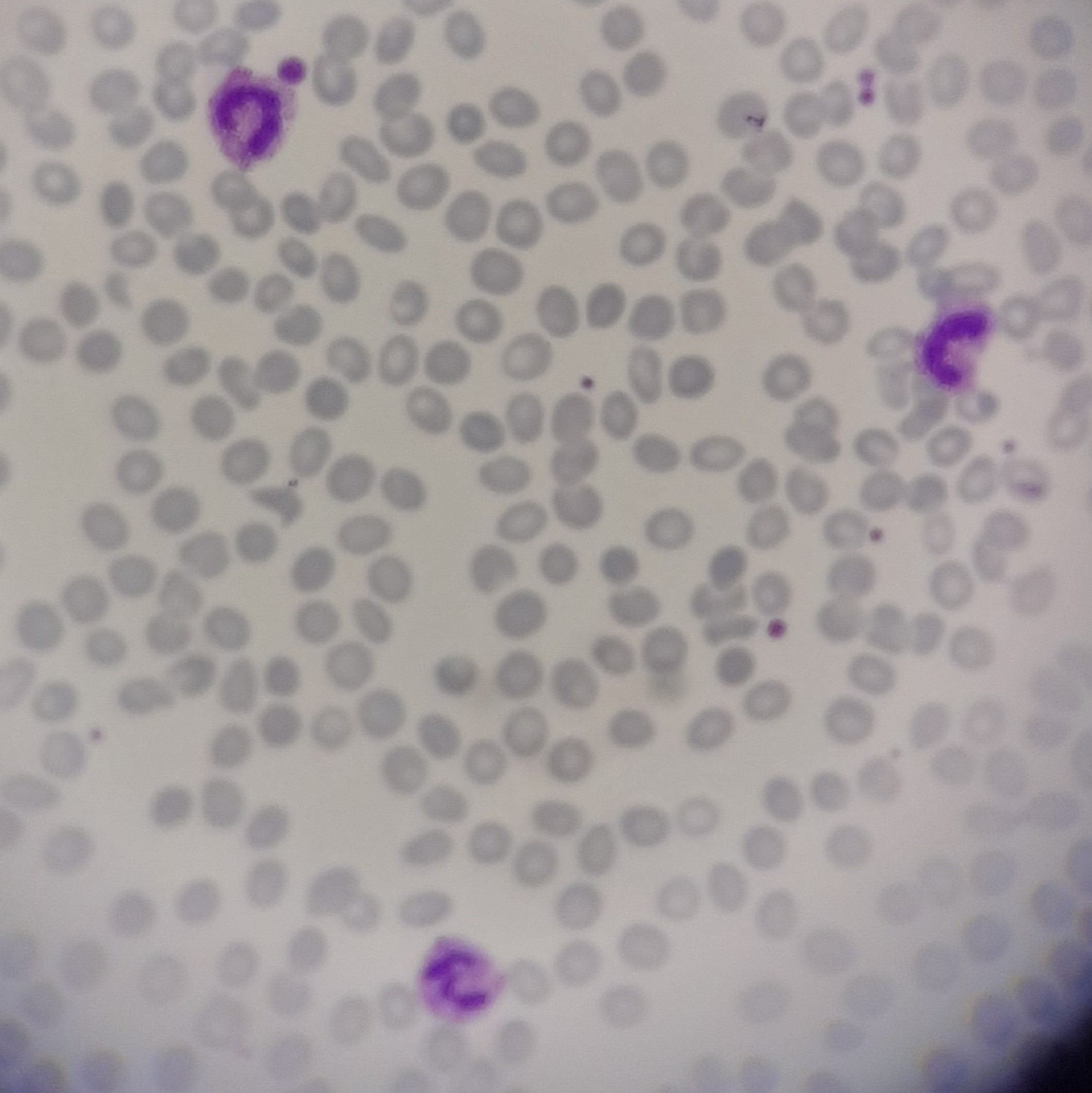
Campo visual microscópico de una extensión sanguínea de un paciente con desviación a la izquierda regenerativa por infección bacteriana (neumonía), acompañada de granulación tóxica. Se observan dos neutrófilos en banda o cayados, y uno segmentado.

Un desplazamiento patológico a la izquierda se refiere a un desplazamiento a la izquierda que puede llegar hasta la aparición de los mieloblastos, que representan la forma menos madura de la granulopoyesis. El desplazamiento patológico hacia la izquierda ocurre principalmente en las enfermedades sanguíneas primarias (leucemia) y en la fase aguda a menudo se asocia con leucocitosis o incluso hiperleucocitosis . En algunos cuadros infecciosos, especialmente neumonías, pueden aparecer blastos de forma pasajera, desapareciendo tras la curación de la infección causante. 

## Desplazamiento a la derecha
Por "desplazamiento a la derecha" se entiende el aumento de los neutrófilos envejecidos, los llamados neutrófilos hipersegmentados . Esto puede deberse a una disminución de la migración de neutrófilos de los vasos sanguíneos, por ejemplo, por aumento de la producción endógena de glucocorticoides, por la administración de glucocorticoides como antiinflamatorios, o en las anemias por déficit de vitamina B12 y/o ácido fólico (p.ej.: anemia perniciosa). 

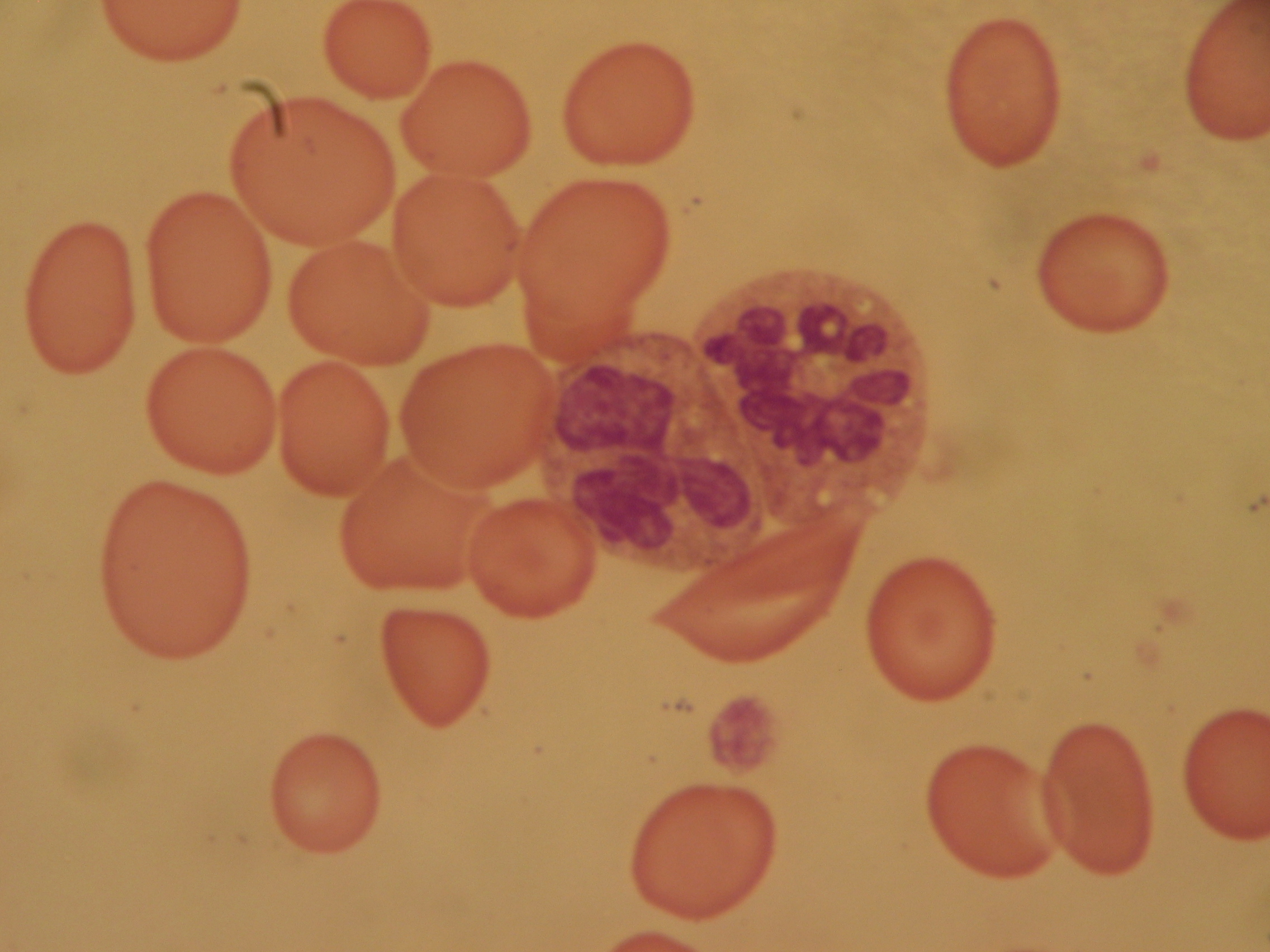
Neutrófilo hipersegmentado